# Novilon Euregio Cup
La Novilon Euregio Cup es una carrera ciclista femenina holandesa que se disputa en la provincia de Drenthe; aunque no tiene fecha fija se encuadra en el mismo programa de competiciones consecutivas disputadas en Drenthe entre un jueves y un domingo, tres femeninas y dos masculinas, sin ningún orden predeterminado de un año a otro.
Se creó en 1998 con el nombre de Novilon Internationale Damesronde van Drenthe siendo de categoría 1.9.1. Entre 2003 y 2006 pasó a ser carrera de tres etapas siendo de categoría 2.9.1 (máxima categoría del profesionalismo para carreras por etapas) renombrándose esa categoría en 2005 por la 2.1 manteniendo la carrera dicho estatus. En 2006 volvió a ser carrera de una sola etapa siendo de categoría 1.1. Cambió su nombre por el de Novilon Eurocup Ronde van Drenthe entre 2008 y 2011, siendo en 2011 una carrera amateur (aunque siguieron participando corredoras de primer nivel). Pasando en 2012 al nombre actual.
Tiene unos 140 km de trazado, unos 60 km menos que el Tour de Drenthe masculino cuando es carrera de un día aunque con similares características.

## Palmarés
En amarillo: edición amateur.
| Año                                           | Ganadora                                                        | Segunda                                                         | Tercera                                                         |
| Novilon Internationale Damesronde van Drenthe |                                                                 |                                                                 |                                                                 |
| --------------------------------------------- | --------------------------------------------------------------- | --------------------------------------------------------------- | --------------------------------------------------------------- |
| 1998                                          | Viola Paulitz-Müller                                            | Vanja Vonckx                                                    | Arenda Grimberg                                                 |
| 1999                                          | Leontien van Moorsel                                            | Mirjam Melchers                                                 | Catherine Marsal                                                |
| 2000                                          | Madeleine Lindberg                                              | Marielle van Scheppingen-Romme                                  | Ceris Gillfillan                                                |
| 2001                                          | No se disputó debido al riesgo de infección de fiebre aftosa.   | No se disputó debido al riesgo de infección de fiebre aftosa.   | No se disputó debido al riesgo de infección de fiebre aftosa.   |
| 2002                                          | Leontien van Moorsel                                            | Chantal Beltman                                                 | Tanja Hennes                                                    |
| 2003                                          | Mirjam Melchers                                                 | Ghita Beltman                                                   | Rachel Heal                                                     |
| 2004                                          | Sissy van Alebeek                                               | Kirsten Wild                                                    | Sharon van Essen                                                |
| 2005                                          | Suzanne De Goede                                                | Linda Villumsen                                                 | Judith Arndt                                                    |
| 2006                                          | Loes Markerink                                                  | Trixi Worrack                                                   | Kirsten Wild                                                    |
| 2007                                          | Giorgia Bronzini                                                | Marianne Vos                                                    | Ina Teutenberg                                                  |
| Novilon Eurocup Ronde van Drenthe             |                                                                 |                                                                 |                                                                 |
| 2008                                          | Kristin Armstrong                                               | Regina Bruins                                                   | Kirsten Wild                                                    |
| 2009                                          | Marianne Vos                                                    | Trixi Worrack                                                   | Emma Johansson                                                  |
| 2010                                          | Annemiek van Vleuten                                            | Ina Teutenberg                                                  | Kirsten Wild                                                    |
| 2011                                          | Suzanne de Goede                                                | Marlen Joehrend                                                 | Natalie van Gogh                                                |
| Novilon Euregio Cup                           |                                                                 |                                                                 |                                                                 |
| 2012                                          | Marianne Vos                                                    | Marta Bastianelli                                               | Elizabeth Armitstead                                            |
| 2013                                          | No se disputó debbido a las adversas condiciones climatológicas | No se disputó debbido a las adversas condiciones climatológicas | No se disputó debbido a las adversas condiciones climatológicas |
| 2014                                          | Kirsten Wild                                                    | Shelley Olds                                                    | Emma Johansson                                                  |
| 2015                                          | Kirsten Wild                                                    | Chloe Hosking                                                   | Christine Majerus                                               |

## Palmarés por países
| País           | Victorias |
| -------------- | --------- |
| Países Bajos   | 12        |
| Alemania       | 1         |
| Suecia         | 1         |
| Italia         | 1         |
| Estados Unidos | 1         |